# Kidomaru
Kidomaru (鬼童丸) er en figur fra Naruto-historien (manga og anime historie), som er skrevet af Masashi Kishimoto. Kidomaru er en ninja fra Otogakure, som er med i Sound four bestående af Jirobo, Tayuya, Sakon og Ukon. Han har seks arme, og kan påkalde edderkopper.

## Personlighed
Kidomaru kan godt lide at lege med sine modstandere, fordi han foretrækker at have det sjovt. Kidomaru er meget arrogant over for hans/sine modstander(e).
| Fiktion | Spire Denne artikel om en historie eller noget fiktivt er en spire som bør udbygges. Du er velkommen til at hjælpe Wikipedia ved at udvide den. |